# Zbigniew Plechoć
Zbigniew Plechoć (ur. 23 marca 1962 w Elblągu) – polski piłkarz ręczny, mistrz i reprezentant Polski.

## Kariera sportowa

### Kariera klubowa
Był wychowankiem MKS Truso Elbląg, w którego barwach zdobył w 1980 i 1981 brązowe medale mistrzostw Polski juniorów.
Po ukończeniu w 1980 Technikum Mechanicznego w Elblągu został zawodnikiem Wybrzeża Gdańsk, z którym zdobył wywalczył pięć tytułów mistrza Polski z rzędu (1984, 1985, 1986, 1987, 1988) oraz pięć tytułów wicemistrzowskich (1981, 1982, 1983, 1989, 1990). W 1986 i 1987 wystąpił w przegranych finałach Pucharu Europy Mistrzów Krajowych. W 1990 wyjechał do Niemiec, gdzie do 1995 grał w zespole Bayer Leverkusen (w latach 1990-1994 w II lidze), w latach 1995-2004 występował oraz był trenerem w belgijskiej drużynie Eupen. W kolejnych latach trenował także kluby niższych lig w Niemczech, m.in. TV Weiden, ASV Schwarz-Rot Aachen oraz belgijski HC Eynatten.

### Kariera reprezentacyjna
W 1980 wystąpił z juniorską reprezentacją na Zawodach Przyjaźni (nieoficjalne mistrzostwa Europy juniorów), zajmując w turnieju 3. miejsce. Z młodzieżową reprezentacją Polski zajął 10. miejsce na mistrzostwach świata w 1983, z akademicką reprezentacją Polski - 5. miejsce na mistrzostwach świata w 1985. W reprezentacji Polski seniorów debiutował 26 listopada 1982 w towarzyskim spotkaniu z ZSRR. W 1984 zajął z drużyną 5. miejsce na zawodach Pucharu Świata, w tym samym roku zdobył brązowy medal na zawodach Przyjaźń-84. Zagrał też na mistrzostwach świata grupy „A” w 1986 (14 miejsce) i 1990 (11 miejsce), mistrzostwach świata grupy „B” w 1985 (3 miejsce), 1987 (3 miejsce) i 1989 (2 miejsce) oraz Igrzyskach Dobrej Woli w 1986 (5 miejsce). Po mistrzostwach świata w 1990 powrócił do reprezentacji na kilkanaście spotkań w 1993, został wówczas kapitanem tej drużyny. Ostatni raz w biało-czerwonych barwach wystąpił 8 marca 1994 w meczu eliminacji mistrzostw Europy z Francją. Łącznie w I reprezentacji Polski wystąpił w 175 spotkaniach, zdobywając 429 bramek.